# Ritu Arya
Ritu Arya (Hindi रितु आर्य, * 17. September 1988) ist eine britisch-indische Schauspielerin. Sie ist seit 2013 als Schauspielerin tätig und tritt vor allem in Fernsehserien in Erscheinung. Große Bekanntheit erlangte sie mit der Netflix-Serie The Umbrella Academy, in welcher sie seit der 2. Staffel die Figur der Lila Pitts übernimmt.

## Filmografie (Auswahl)

### Filme
- 2015: My Beautiful White Skin (Kurzfilm)
- 2017: The Super Recogniser (Kurzfilm)
- 2017: Jessamine (Kurzfilm)
- 2017: Daphne
- 2019: Last Christmas
- 2021: Red Notice
- 2023: Polite Society
- 2023: Barbie

### Serien
- 2013: The Tunnel: Mord kennt keine Grenzen
- 2013, 2017: Doctors
- 2014: Sherlock – Im Zeichen der Drei (The Sign of Three)
- 2016, 2018: Humans
- 2016: We the Jury
- 2017: Crackanory
- 2018–2019: The Good Karma Hospital
- 2019: Cool & Fool – Mein Partner mit der großen Schnauze (The Man)
- 2020: Doctor Who
- 2020–2024: The Umbrella Academy
- 2020: Ich schweige für dich (The Stranger)
- 2020: Feel good
- 2024: Paris Has Fallen

## Auszeichnungen
British Independent Film Award
- 2023: Nominierung für die Beste Supporting Performance (Polite Society)